# Xu Yongyue
Xu Yongyue (许永跃 xŭyŏngyuè; luglio 1942) è un politico cinese, ministro della Sicurezza di Stato della Repubblica Popolare Cinese dal 1998 al 2007.
È nato nella contea di Zhenping, nella provincia dello Henan. Ha trascorso gran parte della propria carriera nel sistema politico-legale. Nel 1960 si è laureato presso la Scuola di Pubblica Sicurezza di Pechino (Beijingshi Renmin Gong'an Xuexiao). I primi quarant'anni della sua vita sono avvolti nel mistero. Si sa, comunque, che dal 1972 - anno in cui è diventato membro del Partito Comunista Cinese - fino ai primi anni '80, ha lavorato alla Scuola di Pubblica Sicurezza, dove ha ricoperto la carica di segretario dell'Ufficio Generale. È stato promosso al rango di funzionario di livello ministeriale intorno alla metà dei trent'anni, quando ha ricoperto anche le cariche di segretario dell'Ufficio Generale del Ministero dell'Istruzione e del Ministero della Cultura.
Il passo successivo della sua carriera lo ha visto raggiungere il centro nevralgico del potere politico: dal 1983 al 1993 è stato direttore dell'ufficio personale di Chen Yun, suo segretario politico nonché segretario del gruppo di partito dell'ufficio personale di Chen Yun.
Nel Xu Yongyue 1988 è stato nominato membro permanente del comitato provinciale dello Hebei, e segretario della Commissione Politico-Legale dello Hebei. Nei seguenti otto anni, avrebbe ottenuto esperienza diretta di governo al livello locale. Nel 1994, è stato nominato vicesegretario provinciale. Prima della sua nomina a segretario provinciale, nel 1998 è stato trasferito a Pechino, per occupare la posizione di Ministro della Sicurezza di Stato resasi libera in seguito al trasferimento di Jia Chunwang al Ministero di Pubblica Sicurezza. Xu Yongyue dirige il Ministero della Sicurezza di Stato dal 1998.
Nel 1997 è stato eletto membro supplente al XV Comitato Centrale del Partito Comunista Cinese, e solo nel 2002 è divenuto membro titolare del XVI Comitato Centrale.